# Bodens Kommunföretag
Bodens Kommunföretag Aktiebolag är ett svenskt förvaltningsbolag som agerar moderbolag för de verksamheter som Bodens kommun har valt att driva i aktiebolagsform. Bolaget ägs helt av kommunen.

## Bolag
Källa: 
- Boden Arena fastighets AB (100%)
- Boden Business Park AB (100%)
  - Boden Business Park Fastighets AB (100%)
  - Boden Science Park Fastighets AB (100%)
- Bodens Energi Aktiebolag (100%)
  - Bodens Energi Nät Aktiebolag (100%)
  - Bodens Stadsnät AB (60%)
- Boden Event AB (100%)
- Boden Järnväg AB (100%)
- Bodens Näringsfastigheter AB (100%)
- Boden Tekniskt Vatten AB (100%)
- Bodens Utveckling Aktiebolag (100%)
- Centrumfastigheter i Boden AB (100%)
- Restproduktbearbetning i Boden Aktiebolag (100%)